# XXIX Gruppo
Il XXIX Gruppo era un gruppo di volo della Regia Aeronautica, attivo nell'9º Stormo.

## Storia
Al 26 febbraio 1934 il XXIX Gruppo S.B.P. (Sperimentale Bombardamento Pesante) è all'Aeroporto di Ciampino nel 9º Stormo con la 62ª Squadriglia e la 63ª Squadriglia.
Il 15 febbraio 1935 il XXIX Gruppo assunse la denominazione di XXIX Gruppo Bombardamento Notturno.

### Guerra d'Etiopia
Il XXIX Gruppo bombardamento notturno parte ai primi di dicembre del 1935 per giungere a Massaua alla fine del mese inquadrato nel 9º Stormo con gli S.M.81. Risultano agli ordini del gruppo:
- 62ª Squadriglia;
- 63ª Squadriglia.[1]

Al 15 gennaio 1936 è a Gura (Eritrea) al comando del Tenente Colonnello Pietro Piacentini.

### Africa Orientale Italiana
Al 1º ottobre 1936 il XXIX Gruppo autonomo è nel Comando settore aeronautico nord di Asmara nell'Africa Orientale Italiana.

### Guerra civile spagnola
Il Gruppo S.79 prese il nome di XXIX Gruppo bombardamento terrestre dell'Aviazione Legionaria al comando del maggiore Mario Mura (Mario Aramu) nel maggio 1937 passando alle dipendenze del 21º Stormo bombardamento terrestre comandato dal tenente colonnello Umberto Marelli (Ferdinando Raffaelli); nel novembre 1937 il XXIX Gruppo bombardamento terrestre si separò dal 21º Stormo diventando autonomo.
Alla fine di giugno 1937 si crea a Soria il XXIX Gruppo Bombardamento Veloce con 10 S.M.79 della 280ª Squadriglia e 289ª Squadriglia.
Alla metà del novembre 1937 il reparto si trasferì dall'Aeroporto di Palma di Maiorca sul fronte dell'Ebro, dislocandosi all'aeroporto di Logroño, cittadina situata nel nord della Spagna ai confini con i Paesi Baschi, per essere più vicino alla linea dei combattimenti. 
Il 15 novembre 1937 la 230ª Squadriglia terminò di far parte del XXIX Gruppo bombardamento terrestre passando alle dipendenze del XXXV Gruppo Speciale in seguito Gruppo autonomo dal luglio 1938.
Il giorno 15 dicembre dello stesso anno le truppe repubblicane attaccarono la città di Teruel e la situazione bellica si fece subito incerta. Mentre il generale Francisco Franco rimandava la controffensiva, il compito di contrastare l'avanzata nemica fu assegnato all'Aviazione Legionaria.
Nel 1938 era al comando del tenente colonnello Renato Poli.

### Seconda guerra mondiale
Al 10 giugno 1940 il 29º Gruppo sui Savoia-Marchetti S.M.79 al comando del Ten. Col. Guglielmo Grandjacquet con la 62ª (7 SM 79) e la 63ª Squadriglia (6 SM 79) nel 9º Stormo all'Aeroporto di Viterbo ed in AOI era con la 62ª e 63ª Squadriglia all'Aeroporto di Assab con 6 SM 81 ognuna.
Con lo scoppio delle ostilità lo stormo, al comando del colonnello Mario Aramu, si trasferì all'aeroporto di Alghero operando contro le forze francesi in Corsica e dopo l'armistizio con la Francia, il 7 settembre partì per l'Africa settentrionale italiana dislocandosi a Castelbenito presso l'Aeroporto di Tripoli e poi a Derna presso l'Aeroporto di Martuba. 
Il 16 dicembre tutti gli aerei dello stormo disponibili decollarono per contrastare l’avanzata inglese su Sidi Omar, ma in una sola azione il reparto fu decimato. Perirono il colonnello Mario Aramu, comandante dello stormo, il tenente colonnello Grandjacquet comandante del 29º Gruppo e il capitano Victor Hugo Girolami, comandante della 63ª Squadriglia.
Ai primi di settembre 1943 era ancora a Viterbo.

### Periodici
- Ferdinando Pedriali, S.79 legionari in Spagna, in Storia Militare, n. 234, Parma, Ermanno Albertelli Editore, giugno 2013,  pp. 19-30.